# Nobilia
Die nobilia-Werke J. Stickling GmbH & Co. KG (kurz nobilia) ist ein deutscher Hersteller von Einbauküchen. Der europäische Marktführer für Küchenmöbel hat seinen Sitz im ostwestfälischen Verl (Kreis Gütersloh) in Nordrhein-Westfalen.
Neben Küchen produziert nobilia auch Möbel für Wohnzimmer, Esszimmer und Badezimmer, um den wachsenden Bedarf an ganzheitlichen Einrichtungslösungen abzudecken.
Das Unternehmen beschäftigt nach eigenen Angaben rund 4.500 Mitarbeiter und produziert an vier Produktionsstätten in Deutschland, in Verl-Sürenheide und -Kaunitz, in Gütersloh sowie in Saarlouis, auf insgesamt 434.000 m² 8,5 Millionen Küchenschränke jährlich.
Nobilia betreibt einen eigenen Fuhrpark und 54 % der Produktion werden in rund 90 Länder weltweit exportiert.

## Geschichte
Im Jahre 1945 wurde die Johann und Willy Stickling OHG in Verl gegründet. Die beiden Brüder Willy und Johann produzierten zusammen mit zunächst sieben Mitarbeitern Kleinmöbel und Nähschränke. 1947 wurde die Produktion nach Avenwedde verlegt und die ersten Küchen-Büffets hergestellt. Im Jahre 1951 wurde in Avenwedde mit der Errichtung eines zweiten Werkes begonnen.
1956 wurde das Unternehmen geteilt. Im neuen Werk in Avenwedde produzierte Willy Stickling unter der Marke Wista weiter. Johann Stickling hingegen führte das Ursprungsunternehmen weiter und spezialisierte es auf die Produktion von Küchen. 1965 übergab Johann die Verantwortung an seine Söhne Heinz und Werner Stickling. Im Jahre 1967 wurde dieses Unternehmen in die nobilia-Werke J. Stickling GmbH & Co. KG umfirmiert, und es begann die Produktion von Einbauküchen. 1970 wurde der erste Bauabschnitt des neuen Werkes in Verl-Sürenheide fertiggestellt. Die Produktionsfläche betrug zunächst 7000 m², wurde aber bereits 1972 auf 17.000 m² und 1974 weiter auf 24.000 m² erweitert. 1976 entstand in Verl-Kaunitz ein weiteres Werk mit 8000 m² Produktionsfläche zur Herstellung von Wohnmöbeln. Im Jahre 1977 arbeiteten in allen Werken zusammen 600 Mitarbeiter.
1982 entstand in Sürenheide ein neues Verwaltungsgebäude, und 1983 wurde das dort ansässige Messezentrum fertiggestellt. Im Jahre 1985 wurde die Produktion aus dem Werk Avenwedde nach Sürenheide verlagert und das Werk in Avenwedde verpachtet. 1989 wurde die Produktionsfläche in Sürenheide auf 75.000 m² erweitert und die Produktion der Wohnmöbel in Kaunitz verkauft.
Ein neues Bürogebäude mit Verwaltung und Schulungszentrum sowie eine zweistöckige Produktionshalle mit weiteren 6000 m² Fläche entstand 1993. Im Jahre 1994 erhielt das Unternehmen die Zertifizierung nach DIN EN ISO 9001. Außerdem stieg die Produktion auf 1000 Küchen pro Tag. 1995 entstand eine weitere Produktionshalle, und die Produktionsfläche stieg auf 105.000 m².
Im Jahre 2006 stieg die Produktionsfläche, durch die Inbetriebnahme des Werkes in Verl-Kaunitz, um weitere 50.000 m² an. Mittlerweile ist die Produktionsfläche des zweiten Werkes auf 140.000 m² angestiegen.
2014 wurde Pläne darüber bekannt, die Produktionsfläche in Kaunitz zu verdoppeln, wofür der Regionalplan angepasst werden müsste. Anfang 2016 lehnten der Bund für Umwelt und Naturschutz Deutschland e. V. und die Gesellschaft für Natur und Umwelt in einer Stellungnahme die Pläne ab Trotz Zusage über die Änderung des Regionalplans durch den Regionalrat der Bezirksregierung Detmold im Jahre 2017 konnte das Projekt aufgrund fehlgeschlagenem Flächenerwerbs nicht umgesetzt werden.
2019 wurde mit dem Bau eines weiteren Werks in Saarlouis begonnen. Nach Fertigstellung sollen dort ca. 1.000 Arbeitsplätze entstehen. Die Produktion soll primär dem Export nach Frankreich dienen.
Im Jahr 2021 erfolgte die Inbetriebnahme des neuen Werkes in Gütersloh. Außerdem startete die Produktion im neuen Werk in Saarlouis. Im selben Jahr begann das Unternehmen mit dem Bau einer Straßenbrücke über die Bundesautobahn 2, um die beiden Werke in Gütersloh-Spexard und Verl-Sürenheide direkt miteinander zu verbinden. Die Brücke wurde am 18. März 2022 eingeweiht und ist die erste privat gebaute Autobahnbrücke Deutschlands.